# Henepola Gunaratana
Bhante Henepola Gunaratana Nayaka Thera, beter bekend als Bhante G is een Bhikkhu uit Sri Lanka, Geboren op 7 december 1927 in een klein dorpje, genaamd Henepola. Hij ontving Samanera ordinatie toen hij 12 jaar oud was. Deze ordinatie kreeg hij in de tempel van Malandeniya Village.
Toen hij 20 jaar oud was, ontving hij volledige ordinatie als Bhikkhu in Kandy. Hij heeft les gekregen in de Dhamma aldaar. Later ging hij werken voor de Mahabodhi Society, in 1891 mede opgericht door Edwin Arnold in Sri Lanka. Hij werd uitgezonden om de Harijana (de Untouchables) te helpen.
De droom van Bhante Henepola Gunaratana Nayaka Thera, of Bhante G, zoals hij wordt genoemd, was om in het Engels de Dhamma te kunnen geven. Hij zag de noodzaak hiertoe, omdat het Engels een van de meest gesproken talen van de wereld is.
Hiertoe is Bhante G uitgenodigd om naar de Verenigde Staten te komen, in 1968. Hij werd daar Abt van de Buddhist Vihara Society of Washington in 1980. Later richtte hij een klooster (Vihara) op, The Bhavana Society in West Virginia. Hier geeft hij meditatieleer en geeft les in de Dhamma.
Bhante G heeft een bewogen leven gehad, van de armoede in Henepola tot aan opgehaald worden in helikopters en zelfs op een legerbasis gestationeerd te zijn geweest. Soms wordt hij uitgenodigd om bij iemand thuis te komen en dan blijkt dit een villa te zijn met tennisbaan, zwembad en meer. Dan krijgt hij een kamer toegewezen met een erg groot bed. Bhante G voelt zich dan erg vervelend, aangezien hij opgegroeid is in een omgeving waarin armoede en honger heerste, en zijn ouders hier woonde en veel familie — ook al zijn de omstandigheden verbeterd — hier nog steeds woont. Bhante G schrijft in Journey to Mindfulness dat hij dan stiekem, hopend dat niemand het ziet, een deken van het bed pakt en op de grond gaat liggen.